# 1993 NU1
1993 NU1 är en asteroid i huvudbältet som upptäcktes den 12 juli 1993 av den belgiske astronomen Eric W. Elst vid La Silla-observatoriet.
Den tillhör asteroidgruppen Nysa.